# Весняное (Запорожская область)
Весняное (укр. Весняне) — село,
Горьковский сельский совет,
Акимовский район,
Запорожская область,
Украина.
Код КОАТУУ — 2320381003. Население по переписи 2001 года составляло 235 человек .

## Географическое положение
Село Весняное находится в 7-и км от посёлка Максима Горького.

## История
- 1932 — дата основания.